# San Romano in Garfagnana
San Romano in Garfagnana è un comune italiano di 1 307 abitanti della provincia di Lucca in Toscana, facente parte del parco nazionale dell'Appennino Tosco-Emiliano.
Secondo una leggenda popolare, San Romano sarebbe nato in seguito alla distruzione dei due castelli di Boglio e Meschiana.

## Geografia fisica
- Classificazione climatica: zona E, 2805 GR/G
- Diffusività atmosferica: bassa, Ibimet CNR 2002

## Storia
Sul territorio comunale ci sono insediamenti liguri e romani. Nel Medioevo a nord era governato dai Gherardinghi che possedevano il castello delle Verrucole e a sud dai conti di Bacciano, proprietari di un castello oggi distrutto.
Il territorio fu governato dagli Estensi dal Cinquecento fino all'unità d'Italia.

### Simboli
Lo stemma e il gonfalone del comune sono stati concessi con decreto del presidente della Repubblica del 24 dicembre 1986.
Il gonfalone è un drappo partito di bianco e di azzurro.

## Monumenti e luoghi d'interesse

### Architetture religiose
- Chiesa di San Lorenzo martire alle Verrucole
- Chiesa di San Romano Martire
- Oratorio del Santissimo Crocifisso

### Architetture militari
- Fortezza delle Verrucole

## Società

### Evoluzione demografica
Abitanti censiti

### Etnie e minoranze straniere
Secondo i dati ISTAT al 31 dicembre 2010 la popolazione straniera residente era di 72 persone. Le nazionalità maggiormente rappresentate in base alla loro percentuale sul totale della popolazione residente erano:
- Romania 23 1,55%

## Cultura
La biblioteca precedentemente collocata nella frazione di Sillicagnana, nel 2007 è stata trasferita nel palazzo Pelliccioni-Marazzini, al cui primo piano è presente l'Esposizione Permanente dell’Archeologia del Territorio. È intestata a Don Polimio Bacci, precedente bibliotecario e donatore di un consistente fondo locale. Fa parte della Rete bibliotecaria lucchese.

## Economia

### Agricoltura

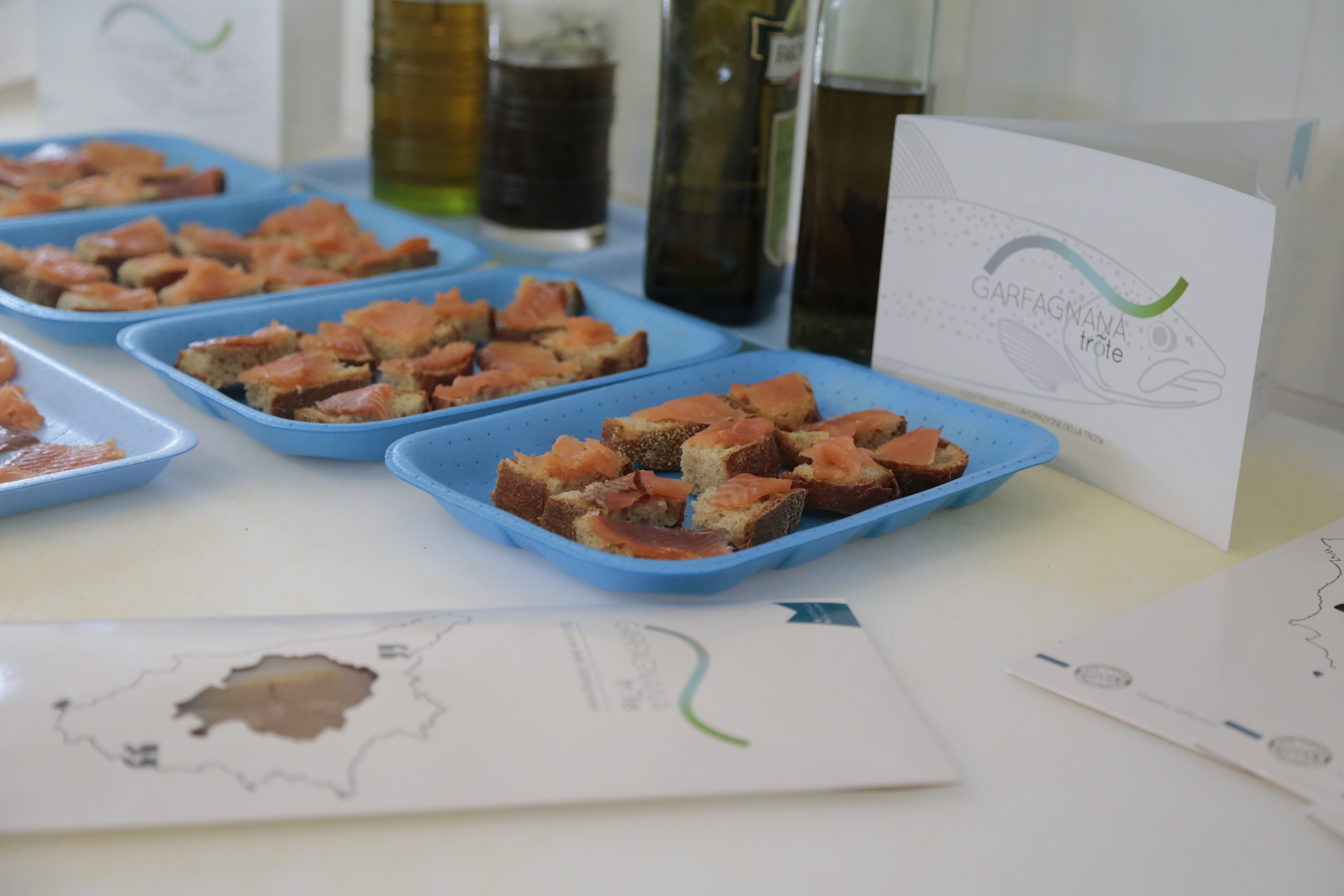
Trota della Garfagnana, cooperativa di Villetta

La Garfagnana ha un'importante attività di troticoltura Nel comune a Villetta ha sede una cooperativa per la lavorazione di trote, su cui converge la produzione di sei allevamenti dell'area. La trota prodotta in loco, considerata un'eccellenza gastronomica, ha la caratteristica di non essere trattata con antibiotici come in altri allevamenti, perché la zona è esente da alcune malattie.

## Amministrazione
Amministrazioni che si sono succedute in questo comune.
| Periodo        | Periodo        | Primo cittadino     | Partito                         | Carica  | Note   |
| -------------- | -------------- | ------------------- | ------------------------------- | ------- | ------ |
| 20 luglio 1985 | 7 giugno 1990  | Eugenio Mariani     | Democrazia Cristiana            | Sindaco | [ 12 ] |
| 6 luglio 1990  | 24 aprile 1995 | Eugenio Mariani     | Democrazia Cristiana            | Sindaco | [ 12 ] |
| 24 aprile 1995 | 14 giugno 1999 | Eugenio Mariani     | Partito Popolare Italiano       | Sindaco | [ 12 ] |
| 14 giugno 1999 | 14 giugno 2004 | Eugenio Mariani     | Partito Popolare Italiano       | Sindaco | [ 12 ] |
| 14 giugno 2004 | 8 giugno 2009  | Pier Romano Mariani | Indipendente di centro-sinistra | Sindaco | [ 12 ] |
| 8 giugno 2009  | 26 maggio 2014 | Pier Romano Mariani | Partito Democratico             | Sindaco | [ 12 ] |
| 26 maggio 2014 | 27 maggio 2019 | Pier Romano Mariani | Partito Democratico             | Sindaco | [ 12 ] |
| 27 maggio 2019 | 10 giugno 2024 | Raffaella Mariani   | Partito Democratico             | Sindaco |        |
| 10 giugno 2024 | in carica      | Raffaella Mariani   | Partito Democratico             | Sindaco |        |

### Altre informazioni amministrative
Fa parte dell'Unione dei Comuni Garfagnana.